# Чемпионат СССР по тяжёлой атлетике 1973
48-й чемпионат СССР по тяжёлой атлетике прошёл с 26 по 29 апреля 1973 года в Донецке (Украинская ССР). В нём приняли участие 140 атлетов, которые были разделены на 9 весовых категорий. После исключения из программы соревнований жима, она стала состоять из двоеборья (рывок и толчок).

## Медалисты
| Категория                       | Золото                                     | Золото                 | Серебро                                   | Серебро                | Бронза                                       | Бронза                 |
| До 52 кг (наилегчайший вес)     | Валентин Заусаев Вооружённые Силы Москва   | 220 кг (95 + 125)      | Геннадий Петров Вооружённые Силы Куйбышев | 220 кг (95 + 125)      | Олег Сулицкий «Труд» Астрахань               | 220 кг (97,5 + 122,5)  |
| До 56 кг (легчайший вес)        | Рафаил Беленков «Спартак» Минск            | 247,5 кг (107,5 + 140) | Владимир Аникин Вооружённые Силы Рига     | 245 кг (105 + 140)     | Геннадий Четин «Зенит» Пермь                 | 242,5 кг (102,5 + 140) |
| До 60 кг (полулёгкий вес)       | Дито Шанидзе «Гантиади» Тбилиси            | 270 кг (120 + 150)     | Юрий Голубцов «Авангард» Донецк           | 265 кг (115 + 150)     | Эркин Каримов «Буревестник» Ташкент          | 260 кг (110 + 150)     |
| До 67,5 кг (лёгкий вес)         | Мухарбий Киржинов Вооружённые Силы Москва  | 300 кг (130 + 170)     | Вадим Якунин Вооружённые Силы Новосибирск | 290 кг (125 + 165)     | Александр Кайдалин Вооружённые Силы Кемерово | 282,5 кг (125 + 157,5) |
| До 75 кг (полусредний вес)      | Валентин Михайлов «Авангард» Ворошиловград | 327,5 кг (142,5 + 185) | Пётр Король «Динамо» Львов                | 317,5 кг (135 + 182,5) | Валерий Смирнов Вооружённые Силы Ленинград   | 310 кг (135 + 175)     |
| До 82,5 кг (средний вес)        | Владимир Рыженков «Динамо» Москва          | 352,5 кг (157,5 + 195) | Геннадий Иванченко «Динамо» Рига          | 340 кг (150 + 190)     | Борис Павлов «Спартак» Донецк                | 340 кг (150 + 190)     |
| До 90 кг (полутяжёлый вес)      | Давид Ригерт «Труд» Шахты                  | 375 кг (165 + 210)     | Василий Колотов «Труд» Первоуральск       | 365 кг (162,5 + 202,5) | Сергей Полторацкий «Спартак» Хмельницкий     | 352,5 кг (152,5 + 200) |
| До 110 кг (тяжёлый вес)         | Павел Первушин Вооружённые Силы Ленинград  | 387,5 (172,5 + 215)    | Виктор Халин Вооружённые Силы Донецк      | 375 кг (167,5 + 207,5) | Валерий Якубовский «Динамо» Москва           | 375 кг (165 + 210)     |
| Свыше 110 кг (супертяжёлый вес) | Василий Алексеев «Труд» Шахты              | 407,5 кг (177,5 + 230) | Станислав Батищев «Авангард» Донецк       | 405 кг (177,5 + 227,5) | Тойво Кург «Йыуд» Таллин                     | 380 кг (160 + 220)     |